# Maxambomba Rugby Clube
O Maxambomba Rugby Clube é o primeiro clube de Rugby da Baixada Fluminense, RJ, Brasil. Foi fundado no dia 12 de abril de 2008 e em 2009 participou pela primeira vez da série B do campeonato estadual. Em 2014, 2017 e 2018 participou da série A do torneio. Atual 3º melhor time de Rugby do Rio de Janeiro, atrás apenas de Guanabara Rugby e Niterói Rugby, o Clube é filiado à Federação Fluminense de Rugby (FFR) e almeja participar no ano de 2019 da Taça Tupi.

## História

### Os primeiros jogos
Depois de assistir à Copa do Mundo de Rugby de 2007 na televisão, Vitor da Silva Magalhães, fundador e primeiro presidente do clube, resolveu praticar o esporte tão singular, principalmente em terras brasileiras. Vendo que a maioria dos clubes eram distantes de sua casa, teve a ideia de criar um clube em sua cidade.
Sem conhecer as regras do jogo, procurou uma famosa comunidade dedicada ao esporte em um site de relacionamentos. Algumas pessoas foram aparecendo e foi sentida a necessidade de criar a comunidade do Nova Iguaçu Rugby Clube, que em breve se tornaria o Maxambomba Rugby Clube.
Depois de juntar mais de 15 pessoas na comunidade, foi proposta uma reunião para decidir os treinos, escudo e a estrutura do clube. Porém, um entrave continuava: quem treinaria esses jovens que gostavam do esporte, mas não sabiam suas regras? Surge, então, Marcelo Rodrigues, jogador do Guanabara Rugby, que estaria se mudando para a cidade em breve. Marcelo ajudaria o clube pela manhã, enquanto mantinha seus treinamentos com o Guanabara pela tarde.
Na reunião, no dia 12 de abril de 2008, no Iguaçu Top Shopping, surge o Maxambomba Rugby Clube, com apenas seis membros, visto que os outros não poderiam treinar por causa de incompatibilidades com o horário.

### O primeiro campo
Depois do grupo reunido, fez-se a necessidade de encontrar um campo disponível para dar início, de fato, aos treinos. Após algumas voltas pela cidade, foi encontrado o campo do São Jorge, batizado de Edmarzão, alcunha derivada do nome do senhor responsável pelos cuidados com o campo. Neste campo, o primeiro treino teve seis membros; o segundo, doze. E o número de participantes passou a aumentar daí em diante.

### Ano de 2015
O Maxambomba Rugby Clube contou com uma grande variedade de atletas, tanto do do sexo masculino, quanto feminino. Hoje, o Maxambomba possuía cerca de 30 atletas fixos para competir o Campeonato Fluminense de Rugby 2015, disputado na modalidade 12-a-side. Realizou jogos longe da baixada fluminense ou fora do estado, o clube contou e conta com a colaboração financeira de cada atleta.

### Ano de 2016
O Laranja Guerreiro apenas deu continuidade com o time de Rugby Union Adulto, realizando a captação de atletas Juvenis.
Fez uma campanha histórica na Série B do Campeonato Fluminense de Rugby, derrotado apenas na grande final para a UFF - Rugby em um jogo atípico. Independente do revés na final, essa campanha foi um grande passo para o time dar um salto de qualidade, almejando coisas maiores nos anos seguintes, contando com Rafael "Minguado" Ribeiro como técnico e Vinícios "Rolha" como Capitão.

### Ano de 2017
O "Maxa" estava classificado para a Série A do Campeonato Fluminense de Rugby, entretanto, por conta das adversidades financeiras Estaduais a Federação Carioca de Rugby unificou as séries A e B do Campeonato, para que não houvesse o término do mesmo.

#### A chegada do "Gringo" - Gary Ayres e a modificação dos rumos em campo
No ano de 2017, Gary Ayres, Atleta da Premiership Inglesa, Técnico e Professor de Rugby chegou a Nova Iguaçu - Rio de Janeiro, junto ao Projeto Internacional Try Rugby. Convidado pela diretoria do clube para se integrar a equipe, o então novo técnico adjunto e atleta, em conjunto a Rafael Ribeiro começou a implantar novos treinos, filosofias de jogo, trazendo maior seriedade , intensidade e espírito de grupo a equipe.
Apesar dos resultados ruins em campo, o time deu um salto de qualidade, realizando grandes partidas contra times de tradição, amadurecendo.

#### Triangular Ubaldo Rivero
No sábado, 4 de novembro, o Laranja participou do torneio triangular Ubaldo Rivero, organizado em homenagem ao grande incentivador do Rugby, o Argentino Ubaldo Rivero. A competição também contou com a participação das equipes Carioca e Guanabara, equipes que tiveram Ubaldo como treinador – campeão estadual em 2017 pelo Guanabara – as partidas aconteceram no campo olímpico de Rugby, na Cidade Universitária da UFRJ.

### Ano de 2018 - Uma década de História
Em 2018 o Maxambomba completou 10 anos de história, em campo teve como triunfo o 3º lugar geral no campeonato Fluminense de Rugby XV (melhor colocação na competição em toda sua história), enfrentando o Rio Rugby, em uma partida muito disputada que terminou com o placar de 6 x 5 para o Laranja Guerreiro e conquistou um vice campeonato no Torneio de Rugby Sevens Desenvolvimento, em novembro do mesmo ano na cidade de Volta Redonda.

### Ano de 2019 - Maxambomba é Campeão
Em 2019 foi campeão da Copa Rio de Sevens, torneio disputado em 6 etapas que foi disputado durante todo o ano, das 6 etapas em disputa o time terminou na primeira colocação em 3, assim ficando a frente das demais equipes no somatório de pontos.
No segundo semestre intercalou entre as Modalidade Sevens e XV, terminando a Taça Rio XV na 6° colocação.

## Significado do escudo
As doze estrelas representam os 12 municípios da Baixada Fluminense: Nova Iguaçu, Duque de Caxias, São João de Meriti, Nilópolis, Belford Roxo, Mesquita, Queimados, Magé, Guapimirim, Japeri, Paracambi e Seropédica;
A engrenagem vem do significado da palavra maxambomba, já que a mesma é uma maquina e um time deve ser coeso e bem engrenado como tal;
A laranja em forma estilizada de uma bola de Rugby vem da história de Nova Iguaçu, visto que o município era um dos maiores produtores do fruto;
As cores representam a fruta laranja e o preto representa o carvão das máquinas.

## Sobre o nome do time
O primeiro nome do clube foi Nova Iguaçu Rugby Clube, mas para evitar bairrismos foi mudado após o primeiro treino.
Maxambomba (Uma corruptela de Machine Pump) é o nome de um mecanismo de tração, operado sobre um ou dois trilhos, utilizado na época do Brasil colonial pelos senhores de engenho para assentar uma carga, com segurança, sobre a embarcação destinada para fazer o transporte fluvial da produção do engenho.
Maxambomba também é o antigo nome de Nova Iguaçu, que na época representava toda a Baixada Fluminense, que trocou de nome em Novembro de 1916.

## Conquistas
- Campeão da Copa Rio de Rugby Sevens de 2019
- Classificado pela 1ª vez para disputar a Taça Tupi 2019 - Série B do Campeonato Brasileiro de Rugby
- Terceiro Colocado do Campeonato Fluminense de Rugby de 2018 - Série A (Melhor colocação da história do clube)
- Vencedor da Taça da Amizade - 2018 - Partida Comemorativa do Clássico da Baixada Fluminense
- Classificado para Jogar a Série A do Campeonato Fluminense de Rugby em 2017
- Vice-campeão do Campeonato Fluminense de Rugby de 2016 - Série B
- Em 2014 disputou a Série A
- Quarto lugar Campeonato Fluminense de Rugby de 2011 - Série B
- Vice-campeão do Campeonato Fluminense de Rugby de 2010 - Série B[2]
- Campeão do Torneio Rosa dos Ventos de Rugby Sevens (2009)[3]